# Münzkabinett Historisches Museum Basel

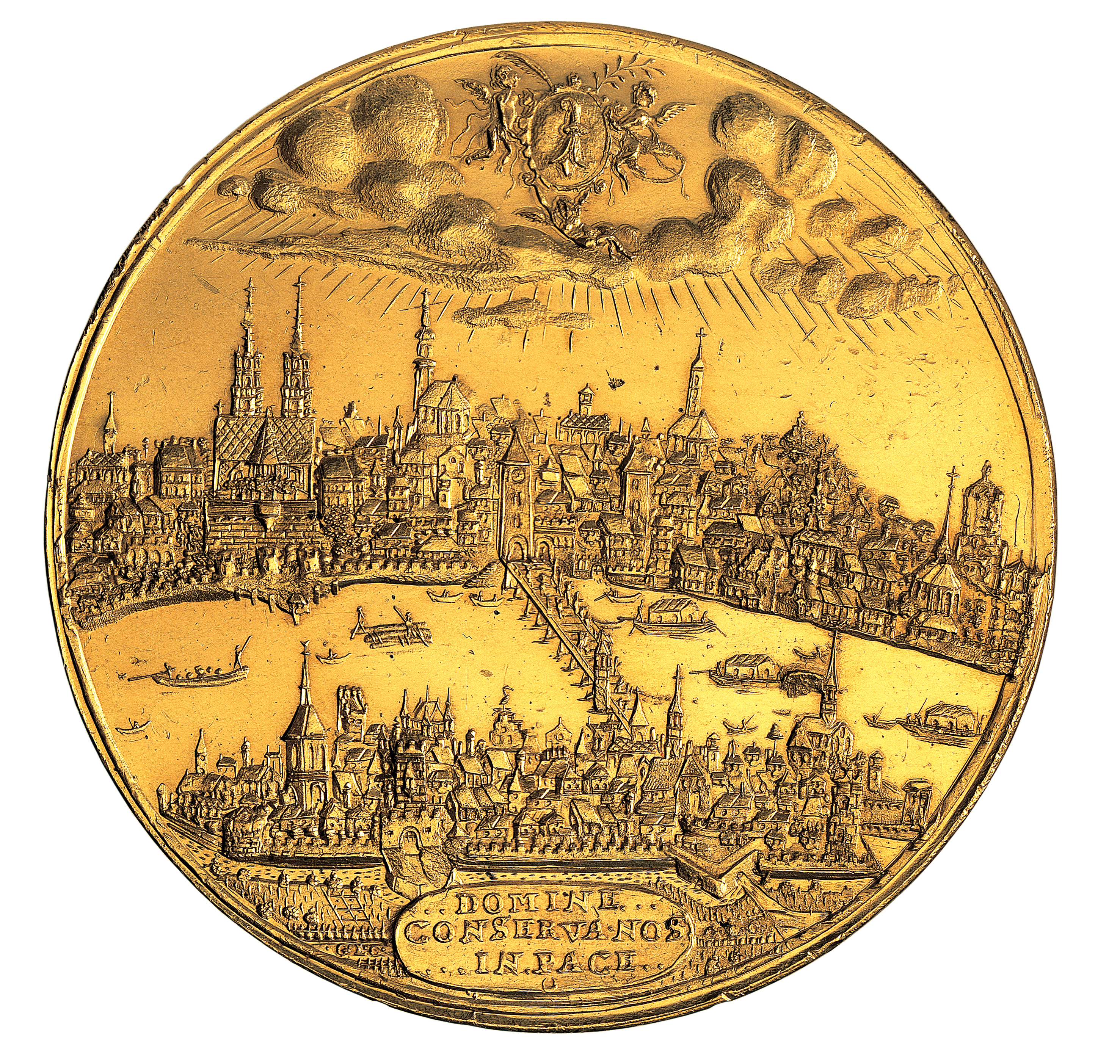
Goldene Basler Geschenkmedaille von 1691 im Münzkabinett des Historischen Museums Basel

Das Münzkabinett im Historischen Museum Basel ist im Standort Barfüsserkirche des Historischen Museums Basel beheimatet. Das Münzkabinett hat sich im 20. Jahrhundert als eigene Sammlung des Museums herausgebildet. Es fusst auf jahrhundertealten Sammlungen und enthält heutzutage etwa 66.000 Objekte. Schwerpunkte sind unter anderem römische Münzen und lokale Numismatik.

## Geschichte
1849 wurde das Museum an der Augustinergasse eröffnet. Bis dahin wurden die Münzen in der öffentlichen Bibliothek aufbewahrt, wie bis ins 20. Jahrhundert üblich. In dem Neubau wurden Sammlungen vereinigt: Bibliothek, Kunst- und naturhistorische Sammlung, Antiquitäten und Münzen. 1892 zog die Münzsammlung in das neu gegründete Historische Museum Basel. Die Numismatik hat sich im 20. Jahrhundert als eigene Sammlungsabteilung des Museums herausgebildet.
Das Münzkabinett wurde seit 1972 von einem eigenen Konservator betreut, der in Teilzeit angestellt war. Erste Leiterin des Münzkabinetts war ab 1972 Beatrice Schärli, die die Position über 32 Jahre innehatte. Von 2006 bis 2020 war Michael Matzke als Kurator für das Münzkabinett im Historischen Museum Basel tätig. Andrea Casoli trat die Nachfolge an.

### Sammlungen
Jahrhundertelang gelangten in Basel Münzen und Medaillen in öffentlichen Besitz, die später in den Bestand des Münzkabinetts eingingen. Hervorzuheben sind folgende Sammlungen:
1536 ging der Nachlass von Erasmus von Rotterdam an Bonifacius Amerbach. Münzsammlung und Holbein-Gemälde begründeten das Amerbach-Kabinett, worauf die heutige Münzsammlung des Museums fusst. 1576 erwarb Basilius Amerbach Bronzen nach der Art antiker römischer Sesterzen. Diese sogenannten Paduaner wurden von dem Paduaner Medailleur Giovanni Cavino und seinem Umkreis geschaffen. Amerbach verfügte bereits 1583 über eine Sammlung von knapp 1.000 antiker Münzen, nachantike und Medaillen nicht mitgezählt. Seine Expertise lag auf den Münzen des Römischen Reichs, die den Hauptteil der Münzen des Amerbach-Kabinetts ausmachen, doch sein numismatisches Interesse ging über antike
Münzen hinaus. Das Kabinett wurde 1661 oder 1662 von der Stadt für die Universität erworben und 1671 öffentlich gemacht.
Remigius Faesch sammelte Münzen und Medaillen. Bis zum Jahr 1648 hatte er einen Bestand von 2.590 Stück erworben. Darunter waren seltene Stücke wie Belagerungsklippen oder Unika. Im Jahr 1800 verfügte das Museum Faesch, langlebigste Basler Privatsammlung, über 8.322 Münzen und Medaillen. Dem Museumsverwalter und Münzexperten Sebastian Faesch (1647–1712) ist wohl die Ausrichtung auf römische und antike Münzen zu verdanken.
Das Schorndorffsche Medaillenkabinett wurde von Johann Schorndorff (1705–1769) auf Initiative des Medailleurs Johann Karl von Hedlinger hin begonnen. Schorndorffs Nachkommen bauten den Bestand zu einer Universalsammlung aus, so umfasste sie beispielsweise auch zeichnerische Entwürfe zu Medaillen. 1911 gingen u. a. 322 Hedlinger-Medaillen an das Historische Museum Basel. 1943 folgte die auf fast 3.000 Exemplare angewachsene und mehr personen- und geldgeschichtlich ausgerichtete Universalsammlung.
Die grosse Sammlung von Louis Ewig (1814–1870) hat sich ausschliesslich auf Münzen und Medaillen aus Basel oder mit Bezug zu Basel konzentriert. Sie diente lange als Referenzwerk für die Basler Numismatik. Seine Sammlung vervollständigte umfassend die Sammlung des Museums.
Darüber hinaus zu nennen sind die Sammlungen von (Besitzübertragungsjahr in Klammern): Andreas Ryff, der zeitgenössische Münzen und internationale Porträt-Medaillen sammelte; Hieronymus Falkeisen (1815), Auguste Quiquerez (1880), Rudolf Brüderlin (1917), Johann Jakob Bachofen (1921), Friedrich August Lichtensteiger (1957), Andreas Alföldi (1982), Leon Der Grigorian (1989), regional orientierte Sammlungen wie die der Altertumsforscher und Althistoriker Daniel Bruckner (1778), Johann Jakob Schmid (1857), Wilhelm Vischer (1864)

## Bestand
Seit 2006 ist der Berichterstatter für die Bestände zuständig.
Das Münzkabinett beinhaltet etwa 66.000 Objekte, vom 7. Jahrhundert bis zur Gegenwart. Darunter sind etwa 11.000 antike und etwa 21.000 mittelalterliche und neuzeitliche Münzen. Vorherrschend sind Münzen aus Basel, der Römer, der Renaissance sowie Brakteaten des schwäbisch-alemannischen Gebietes. In der topographischen Abteilung befinden sich etwa 13.000 Fundmünzen und numismatischen Objekten mit nachgewiesenen Fundorten. Darüber hinaus enthält die Sammlung etwa 13.000 Medaillen, aus Renaissance, Barock bis ins 20. Jahrhundert. Sie umfasst weiter über 1.000 Münz- und Medaillenstempel, 900 Prägestempel des 19. und 20. Jahrhunderts, 60 Münzwaagen aus dem 16. bis 19. Jahrhundert und mehrere Daktyliotheken. Vertreten ist auch der Basler Medailleur Hans Frei (1868–1947). Des Weiteren impliziert sind über 600 Gemmen und Kameen, antik und neuzeitlich, sowie im 18. und 19. Jahrhundert entstandene Abgüsse von berühmten antiken und neuzeitlichen Gemmen. Hinzu kommen ungefähr 1.000 Geldscheine sowie Assignaten. Die ältesten Münzen des Museums wurden zu Zeiten von Daniel Bruckner (1707–1781) in Augst gefunden.

## Schenkungen
Es bereichern immer wieder Erwerbungen und Schenkungen die Bestände des Münzkabinetts.
Anlässlich des 200. Geburtstags von Jacob Burckhardt 2018 erhielt das Museum von einem Nachkommen eine Kollektion von 50 römischen Münzen aus Burckhardts Besitz. Die Münzen sind in den originalen, von Burckhardt eigenhändig beschrifteten Papiertütchen. Es ist unwahrscheinlich, dass dieses ein Teil seiner privaten Münzsammlung war, vielmehr handelte es sich um Unterrichtsmaterial für seine Lehrveranstaltungen.

## Ausgewählte Exponate

### Augusta Raurica
Das Münzen von Augusta Raurica sind von besonderer archäologischer Bedeutung. Sie sind zum grössten Teil ein Geschenk der Historischen und Antiquarischen Gesellschaft zu Basel. Hier entstand eine Zusammenarbeit des Kurators Matzke und Markus Peter, Leiter Numismatik am Römermuseum Augst. Die älteste Fundmünze aus Augusta Raurica ist ein As von 146 v. Chr., die lange vor der Erbauung der Siedlung 15 v. Chr. geprägt wurde. Diese Münze ist ein sogenannter «Langläufer», das heisst eine Prägung, die über sehr lange Zeit im Umlauf war und erst in augusteischer
Zeit oder später verloren ging.

### Römische Republik

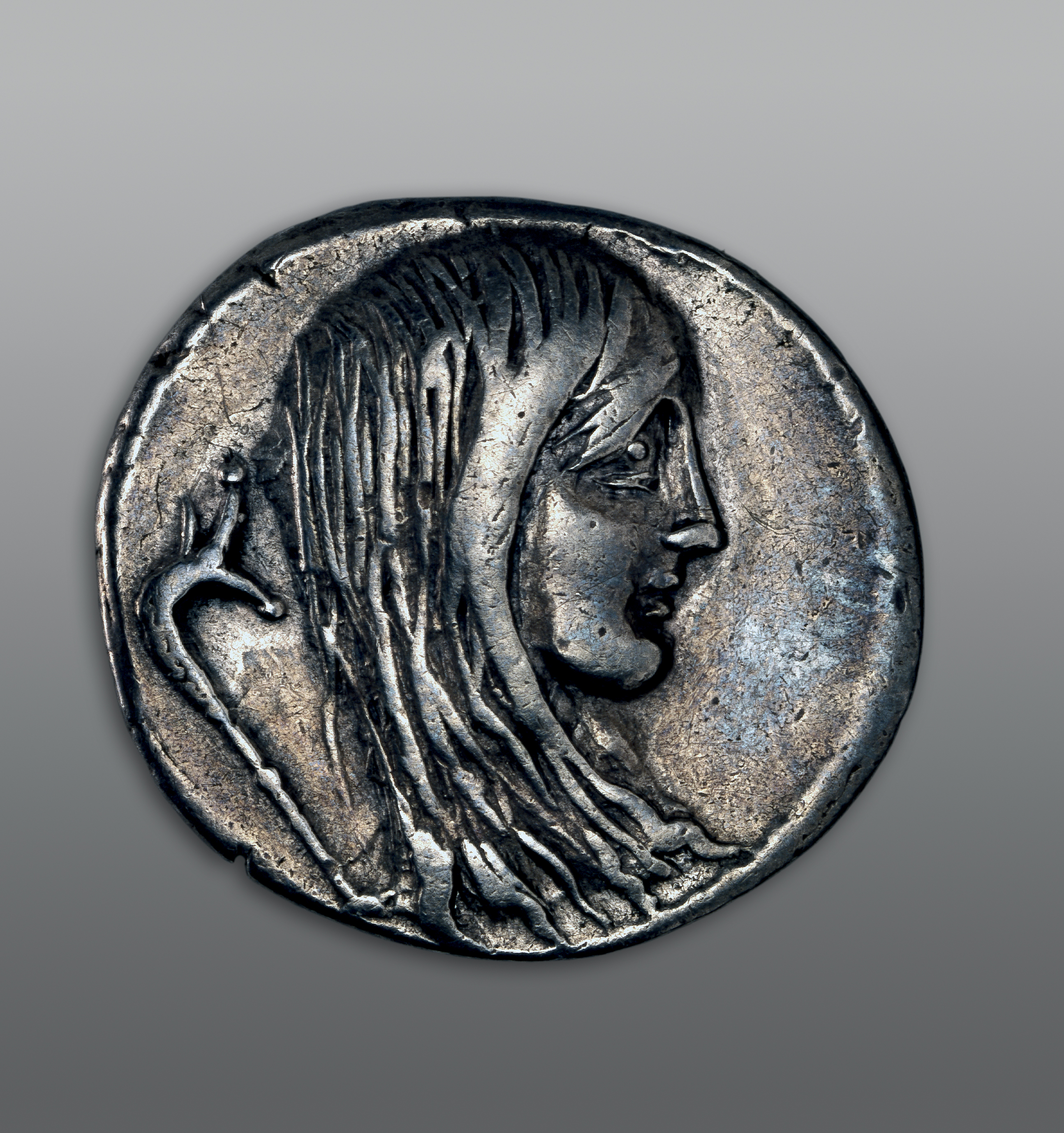
Münze aus der Römischen Republik, ca. 48 v. Chr. Langhaarige Gallierin, Silber geprägt

Dieser Denar aus der Römischen Republik stammt von 48 v. Chr. Der Münzmeister war L. Hostilius Saserna. Die Münze zeigt den Kopf einer langhaarigen Gallierin und eine Carnyx. Dieses Bild verweist auf Caesars Gallienfeldzüge und symbolisiert Achtung für Caesars Partei. Sie ist aus Silber geprägt und hat ein Gewicht von 3,874 g, der Durchmesser beträgt 19,7 mm. Diese Münze stammt aus der Schorndorff-Sammlung.

### Allegorische Medaille auf das Glück
Die unsignierte Silbermedaille stammt von 1554. Sie zeigt Fortuna auf einem Delphin, in der Linken hält sie Zügel, in der Rechten als Segel ein Tuch. Linkerhand schwimmt eine Sirene, rechterhand ein weiterer Delphin und ein Schiff. Am Horizont erhebt sich eine Stadt. Der achtzeilige Text auf der Rückseite mahnt, das geschenkte Glück zu pflegen, letztlich entscheide aber Gottes Gewalt über unsere Fahrt. Geschaffen wurde sie von der Werkstatt des Hans Jacob I. Stampfer (Zürich, 1505 - 1579). Die Medaille ist in Silber gegossen, hat ein Gewicht von 19,833 g und einen Durchmesser von 47,3 mm.

### Münzwaage des Johann Friedrich Mayer
Die Münzwaage des Nürnberger Meisters Johann Friedrich Mayer entstand zum Ende des 18. Jahrhunderts. Der Wagenkasten ist aus Nussbaumholz gefertigt, Waage und Gewichte aus Messing. Es gibt 15 Münzgewichte, ein 9-teiliges Einsatzgewicht und 10 Ausgleichsgewichte. Das Objekt ist ca. 20 cm lang und 12 cm breit.

## Galerie

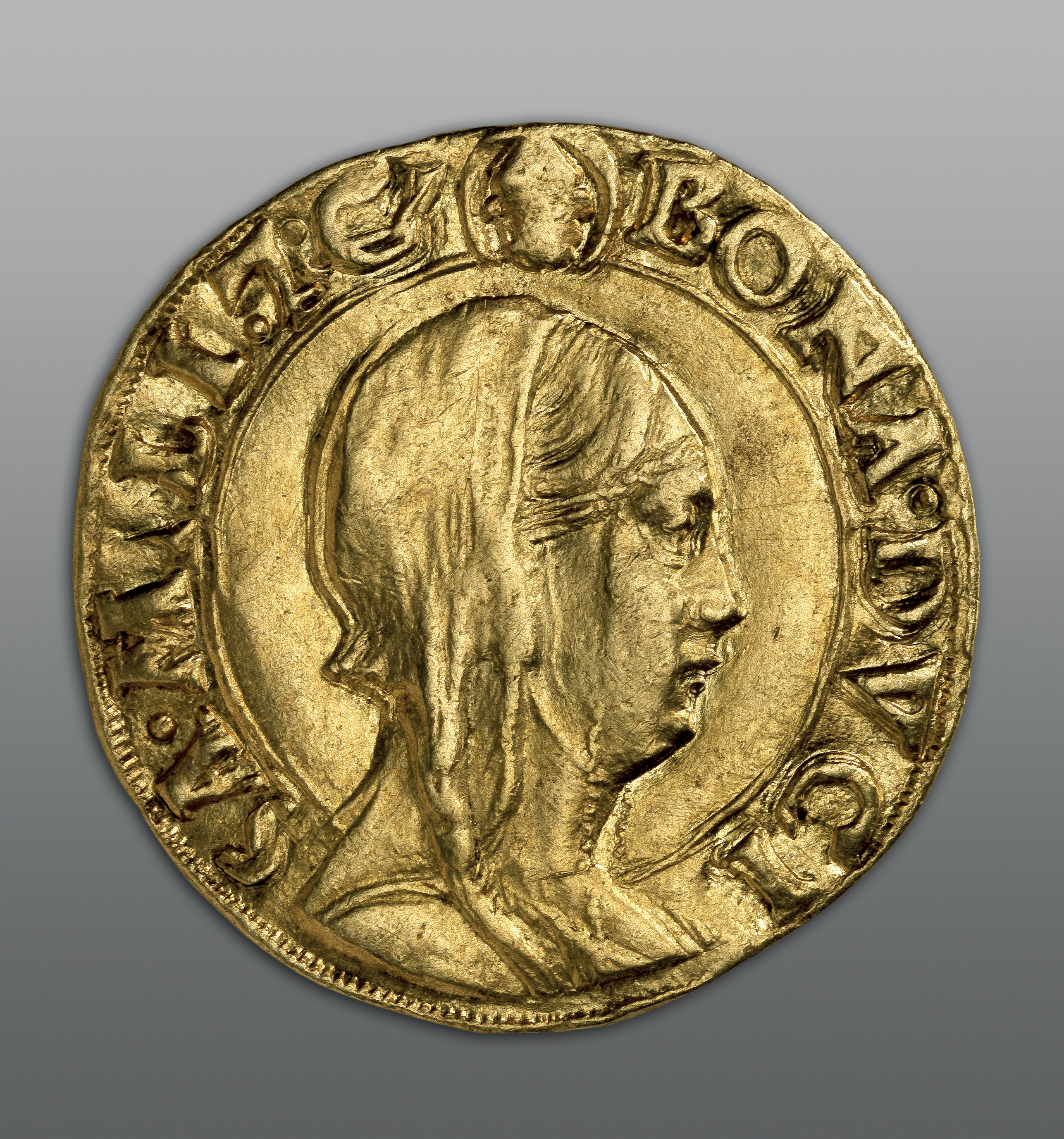
Goldmünze aus dem Herzogtum Mailand
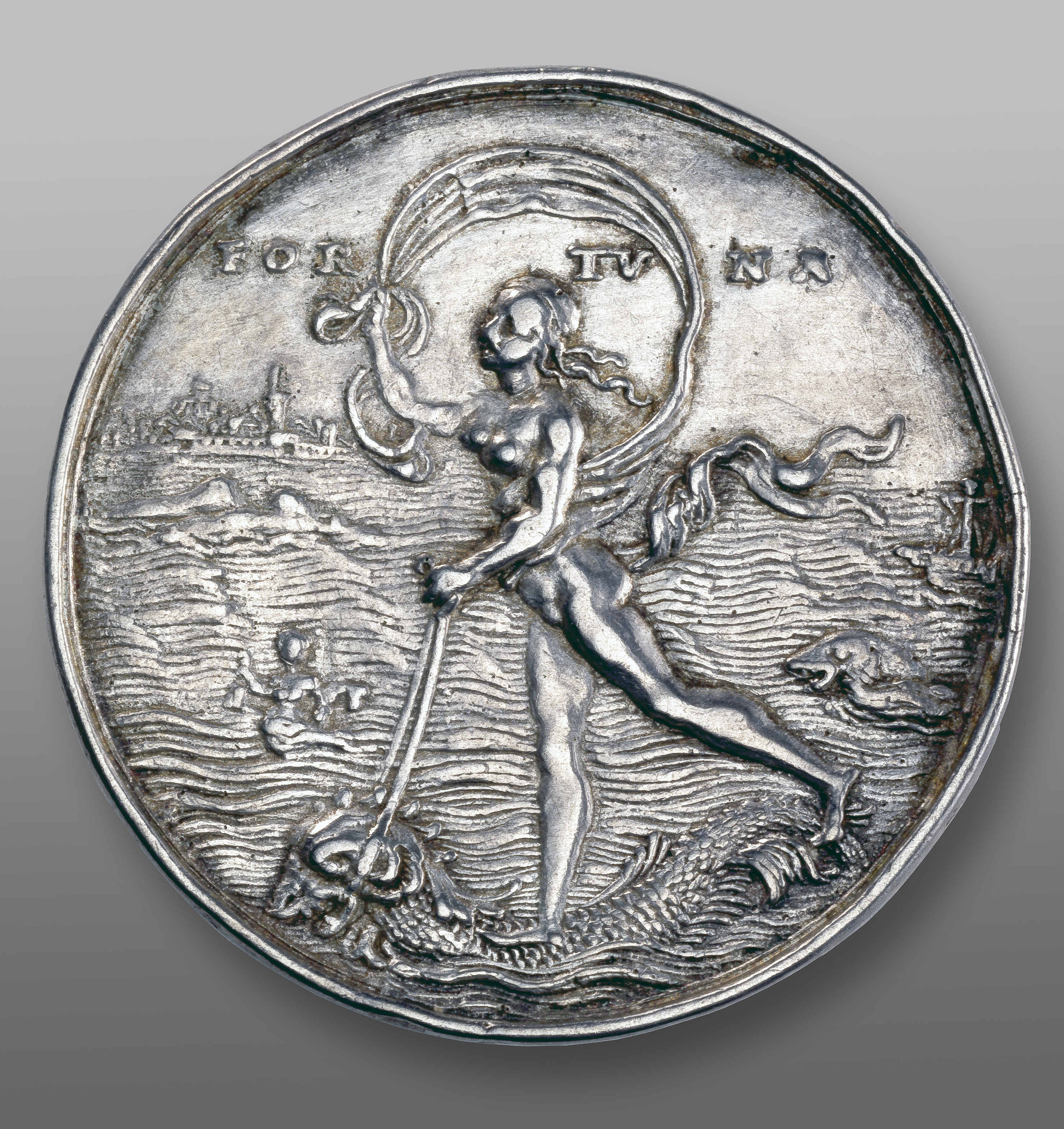
Allegorische Medaille auf das Glück
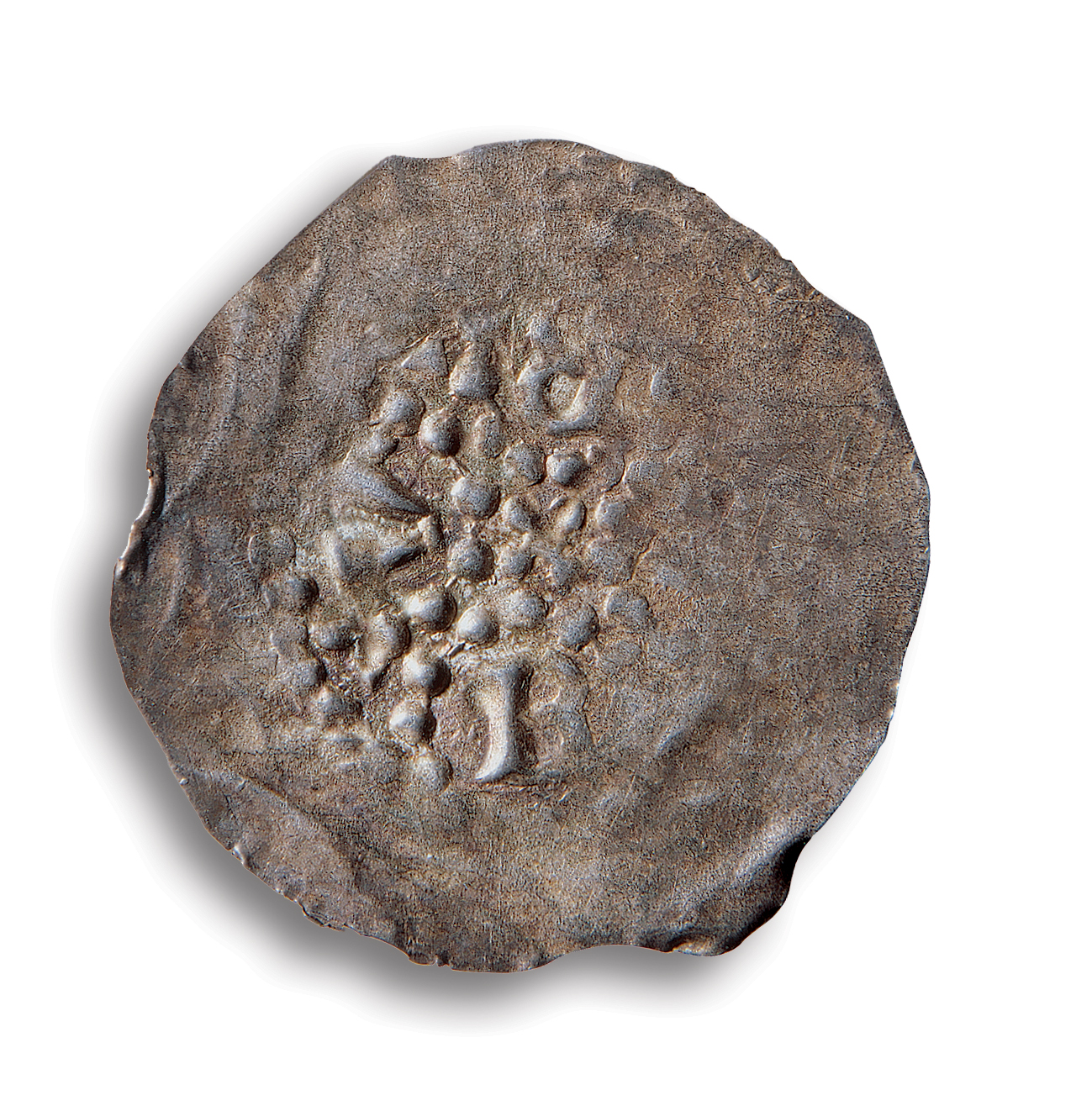
Pfennig (Halbbrakteat oder Dünnpfennig) in Silber
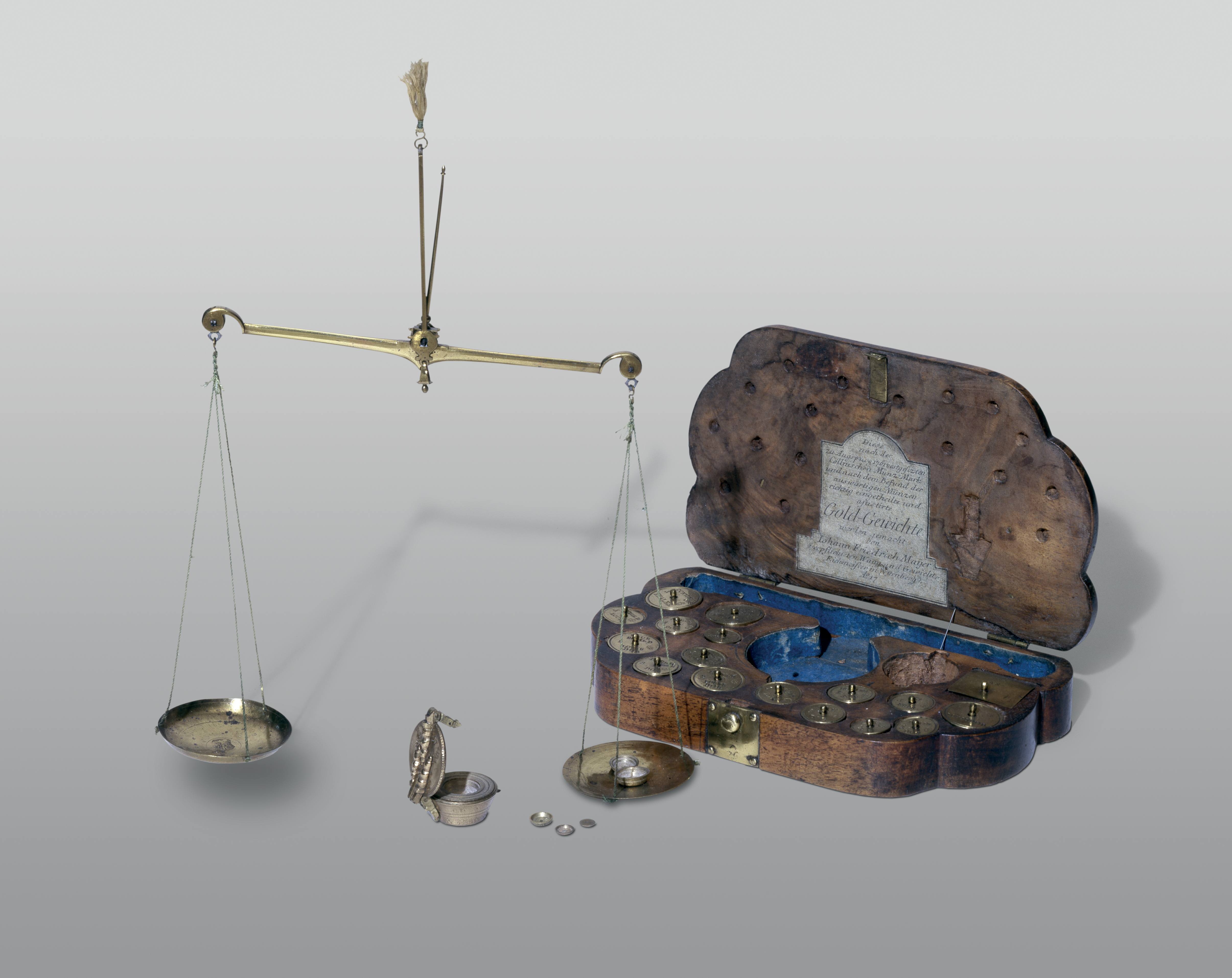
Münzwaage des Nürnberger Meisters Johann Friedrich Mayer

## Forschung
Kurator Matzke wurde 2018 für seine Publikation zur mittelalterlichen Geldgeschichte Norditaliens (2016) in der Séance solennelle der Académie des Inscriptions et Belles-Lettres in Paris ausgezeichnet.
2018 hat die numismatische Abteilung begonnen, die bisher weitgehend unerforschte Münzgeschichte Basels unter der Herrschaft Heinrichs II. aufzuarbeiten.

### All’antica-Medaillen
Das Münzkabinett verfügt über einen einzigartigen Bestand an all’antica-Medaillen, der hauptsächlich auf das Amerbach-Kabinett zurückgeht. Über den Zeitraum mehrerer Jahre wurde ein Referenzwerk zu den museumseigenen sogenannten Paduanern geschaffen, das unter dem Titel All’antica firmiert. Es handelt sich um Renaissance-Arbeiten nach antiken Vorbildern. Die Publikation wurde in das Programm des Battenberg Gietl Verlages aufgenommen.